# Beata Orlecka-Sikora
Beata Barbara Orlecka-Sikora (ur. 7 grudnia 1975 w Brzesku) – polska sejsmolog, profesor nauk o Ziemi, Koordynator GEO 8 European Alliance for Earth Sciences, Kierownik Zakładu Sejsmologii Instytutu Geofizyki PAN.

## Życiorys
Absolwentka Wydziału Geologii, Geofizyki i Ochrony Środowiska w Akademii Górniczo-Hutniczej im. Stanisława Staszica w KrakowieUczestniczka i konsultantka krajowych i międzynarodowych projektów naukowych, badawczo-rozwojowych oraz infrastrukturalnych. Koordynator oraz członek zespołów realizujących prace eksperckie i opracowania o charakterze badawczo-rozwojowym dla podmiotów gospodarczych. Reprezentant krajowy w grupach roboczych Międzynarodowego Stowarzyszenia Sejsmologii i Fizyki Wnętrza Ziemi (IASPEI) oraz Europejskiej Komisji Sejsmologicznej (ESC). Członek Komitetu Geofizyki PAN, Komitetu Geodezji PAN oraz Komitetu Narodowego ds. Współpracy z Międzynarodową Unią Geodezji i Geofizyki (IUGG).
Autorka kilkudziesięciu publikacji naukowych, w tym artykułów w czasopismach JCR oraz rozdziałów monograficznych. Laureatka nagród, m.in. Prezesa Polskiej Akademii Nauk, Rektora Akademii Górniczo-Hutniczej oraz stypendystka: Ministra Edukacji, Fundacji na Rzecz Nauki Polskiej oraz Stypendium im. Kacpra Rafała Rybickiego. 

## Specjalność naukowa
Sejsmiczność naturalna, wzbudzona i indukowana. Probabilistyczna i deterministyczna analiza zagrożenia sejsmicznego. Analiza transferu naprężeń. Przewidywanie trzęsień ziemi. Wnioskowanie statystyczne, metody ponownego losowania.
W 2023 została odznaczona Brązowym Krzyżem Zasługi oraz Odznaką Honorową Zasłużonego dla Bezpieczeństwa w Górnictwie.

## Sprawowane funkcje
- Kierownik  Zakładu Sejsmologii, Instytut Geofizyki PAN (od 09.2023)
- Koordynator Grupy Roboczej “Triggered and Induced  Seismicity, Komisji ds. Obserwacji i Interpretacji Sejsmologicznej (CoSOI) Międzynarodowego Stowarzyszenia Sejsmologii i Fizyki Wnętrza Ziemi (od 2023)
- Dyrektor, Instytut Geofizyki PAN, Warszawa (2015-2023)
- Koordynator GEO 8 European Alliance for Earth Sciences (od 2021)
- Członek Rady Konsultacyjnej Wydziału Instalacji Budowlanych, Hydrotechniki i Inżynierii Środowiska Politechniki Warszawskiej (od 2021)
- Członek  Naukowej Rady Doradczej Interdisciplinary Thematic Institutes, Geosciences for the Energy Systems Transition: Exploiting Deep Groundwater (ITI GeoT), University of Strasbourg, France (od 2020)

- Przewodnicząca Centrum Badań Ziemi i Planet GeoPlanet Polskiej Akademii Nauk (od 2016)
- Członek Komitetu Geodezji PAN[4]
- Członek Komitetu Geofizyki PAN, Członek Prezydium Komitetu Geofizyki PAN     (2018-2020)
- Członek Rad Naukowych Instytutu Geofizyki PAN, Instytutu Nauk o Ziemi PAN, Centrum Badań Kosmicznych PAN (2018-2022)
- Reprezentant Krajowy Grupy Roboczej Induced Seismicity Europejskiej Komisji Sejsmologicznej – ESC (od 2017)
- Członek Komitetu Narodowego do Współpracy z Międzynarodową Unią Geodezji i Geofizyki (IUGG) (od 2015)
- Z-ca Dyrektora do Spraw Naukowych, Instytut Geofizyki PAN, Warszawa (2012-2015)
- Koordynator krajowy Programu „European Plate Observing System” (od 2012 do 2023)
- Kierownik Zespołu Badawczego Sejsmiczności Indukowanej i Hazardu Sejsmicznego (2010 -2012)
- Członek Grupy Roboczej Triggered and Induced Seismicity w International Association of Seismology and Physics of the Earth's Interior (od 2007)

## Wybrane publikacje[5]
- Orlecka-Sikora, B., Rudziński, Ł., Staszek, M., Lizurek, G., Mizerski, K. (2023) Seismic swarms as intermittent quasi-static ruptures driven by pore pressure variations due to the water reservoir impoundment, Tectonophysics, 863, https://doi.org/10.1016/j.tecto.2023.230005
- Lasocki S, Rudziński Ł, Tokarski AK, Orlecka-Sikora B. (2022) A Hydrofracturing-Triggered Earthquake Occurred Three Years after the Stimulation. Energies. 15(1):336. https://doi.org/10.3390/en15010336
- Lasocki S., Orlecka-Sikora B. (2021) Anthropogenic Seismicity Related to Exploitation of Georesources. In: Gupta H.K. (eds) Encyclopedia of Solid Earth Geophysics. Encyclopedia of Earth Sciences Series. Springer, Cham. https://doi.org/10.1007/978-3-030-58631-7_277
- Orlecka-Sikora, B., Cielesta, S. (2020) Evidence for subcritical rupture of injection-induced earthquakes, SREP, 10:4016, https://doi.org/10.1038/s41598-020-60928-0
- Orlecka-Sikora, B., Lasocki, S., Kocot, J., Szepieniec, T., et al. (2020) An open data infrastructure for the study of anthropogenic hazards linked to georesource exploitation. Scientific Data, 7:89, https://doi.org/10.1038/s41597-020-0429-3
- Lasocki, S., Orlecka-Sikora, B. (2020) High injection rates counteract formation of far-reaching fluid migration pathways at The Geysers geothermal field, Geophys. Res. Lett., https:// doi.org/10.1002/essoar.10501120.2
- Staszek, M., Orlecka-Sikora, B., Leptokaropoulos, K., Kwiatek, G., Martínez-Garzon, P. (2017) Temporal static stress drop variations in relation to technological activity at The Geysers geothermal field, California, Geophys. Res. Lett., 44, doi:10.1002/2017-GL073929
- Orlecka-Sikora, B., Lasocki, S. (2016) Interval estimation of seismic hazard parameters, Pure and Applied Geophysics, DOI: 10.1007/s00024-016-1419-4
- Orlecka-Sikora, B., Cesca S., Lasocki S., Lizurek     G., Wiejacz P., Rudziński Ł. (2014) Seismogenesis of exceptional ground     motion due to a sequence of mining induced tremors from Legnica-Głogów     Copper District in Poland, Geophys J Int., doi: 10.1093/gji/ggu109
- Orlecka-Sikora B., Lasocki, S., Lizurek G., Rudziński Ł. (2012) Response of seismic activity in mines to the stress  changes due to mining induced strong seismic events, International Journal  of Rock Mechanics and Mining Sciences, 53 151–158, http://dx.doi.org/10.1016/j.ijrmms.2012.05.010